# Cathy Rush
Catherine Ann Rush (* 7. April 1947 in Atlantic City, New Jersey als Catherine Ann Cowan) ist eine ehemalige US-amerikanische Basketball-Trainerin. Sie coachte die Mighty Macs des katholischen Immaculata College von 1972 bis 1974 zu den drei ersten College-Meisterschaften der Damen und begleitete damit die größte Umwälzung im Damen-Basketball im Zuge der Bildungsnovelle von Title IX gegen sexuelle Diskriminierung. Sie wurde 2008 in die Naismith Memorial Basketball Hall of Fame aufgenommen. Im Film The Mighty Macs von 2009 wird Cathy Rush von Carla Gugino dargestellt.

## Karriere
Cathy Rush betrieb an der High School Basketball, Gymnastik und Cheerleading. Nach ihrem Abschluss 1964 ging sie an das West Chester State College und spielte zwei Jahre College-Basketball unter Head Coach Lucille Kyvallos, die auf dem Ganzfeld trainieren ließ. Nach deren Entlassung 1966 wechselte Rush zur Gymnastik und schloss 1968 mit dem Bachelor ab. Sie heiratete im Juni Ed T. Rush, einen Referee der National Basketball Association (NBA), mit dem sie zwei Söhne, Eddie Jr. und Michael haben sollte. 1972 erwarb sie den Lehramts-Master.
Bis 1970 hatte sie Sport an weiterführenden Schulen in der Gegend um Philadelphia gelehrt und ein Junior College gecoacht, bis sie eine Stellung als Basketball-Coach für ein Jahresgehalt von 450 Dollar am Immaculata College annahm. Die Direktorin der Athletikabteilung Jenepher Shillingford und Rushs Vorgängerin als Basketball-Trainerin bevorzugte selbst das Ganzfeld.

## Hintergrund der Entwicklung des Damen-Basketballs
Ende des 19. Jahrhunderts, ungefähr fünf Jahre nach Niederschrift der Basquette-Regeln durch Clara Baer, war ein Regelkomitee der Division for Girls’ and Women’s Sports (DGWS) entstanden, an dem die „Mutter des Damenbasketballs“ Senda Berenson Abbott teilnahm, und das der angeblich nachgiebigen weiblichen Natur Rechnung tragen sollte.
Diese Regeln führten zu einer Aufteilung des Spielfeldes in drei, später zwei Teile, die von den sechs Spielerinnen pro Team nicht verlassen werden durften. Anfang der 1960er Jahre wurde der Rover eingeführt, eine Spielerin, die in beiden Spielhälften agieren durfte. Limitiert waren auch die Dribblings, sie steigerten sich von einem Dribbling vor dem Pass über zwei und drei zu einer unbegrenzten Zahl an Dribblings. Diese Regeln galten auf Collegeebene im Nordosten der USA bis 1971 und in Iowa sogar bis in die 1990er Jahre.
Nach der Einführung des Rovers durch die DGWS 1961 bildeten DGWS und Amateur Athletic Union (AAU) 1965 ein gemeinsames Regelkomitee. Diese Commission on Intercollegiate Athletics for Women (CIAW) ließ in der Saison 1969/70 und 1970/71 erstmals probeweise das Ganzfeld zu. 1971/72 ging aus ihr mit Genehmigung der DGWS die Association for Intercollegiate Athletics for Women (AIAW) hervor, um Schulen Mitgliedschaften und demokratische Repräsentation zu gewährleisten. Im ersten Jahr waren in Abgrenzung zur National Collegiate Athletic Association Sportstipendien sogar vollständig verboten. Die AIAW organisierte 1972 das erste von elf Basketballturnieren, bis die AIAW im Zuge von Title IX 1982 von der National Collegiate Athletic Association (NCAA) absorbiert wurde. Die NCAA hatte 1982 die erste NCAA Division I Basketball Championship für Frauen in Konkurrenz zum AIAW-Turnier veranstaltet, so dass es 1982 zwei Meister gab. Oder auch drei, denn daneben gab es darüber hinaus bereits seit dem Vorjahr ein von der National Association of Intercollegiate Athletics (NAIA) organisiertes Konkurrenzturnier.

## Erste College-Meisterschaft
In ihrem zweiten Jahr als Coach, dem ersten mit einer nationalen Meisterschaft, erzielte Rush eine Siegesbilanz von 24—0 Siegen während der regulären Saison. Die einzige Niederlage gab es im Finale des regionalen Qualifikationsturniers in Towson, Maryland gegen ihre Alma Mater. Immaculata schaffte es neben den zehn Meistern als punktbestes Team der Conference dennoch unter die letzten 16 zu den nationalen College-Meisterschaften in Normal (Illinois). Beinahe hätte das Team aber gar nicht die Reise antreten können, denn Geld für Flugreisen war nicht vorgesehen. Schwester Mary of Lourdes McDevitt sprang aber ein und überredete jedes einzelne Vorstandsmitglied, wenigstens ein Flugticket zu bezahlen. Von den elf Spielerinnen konnten acht zusammen mit Rush per Standby-Flug nach Chicago geschickt werden.
Mit Keksdiät und zu zweit in einem Hotelbett schlafend gelang den Macs das Wunder: Zwischen dem 16. und 19. März 1972 gelangten sie als Seed 15 bis ins Finale, um ihren Rivalinnen von der anderen Seite der Stadt zu begegnen und West Chester State 52—48 zu schlagen. Den Spielerinnen selbst war nicht klar, dass sie Geschichte schrieben. Sie hatten nichts von dem Turnier gewusst, kannten kein Seeding und abgesehen vom Basketballspiel verhielten sie sich wie Schulmädchen auf Klassenfahrt, stopften sich mit Junk Food voll und schauten auf dem Hotelfernseher fern. Das Team wurde erster Klasse nach Hause geflogen und am Flughafen von 600 Fans erwartet.
Kurz vor der Saison 1972/73 verabschiedete der Kongress Title IX als Teil der Bildungsnovellierung von 1972 (Education Amendment of 1972), der sexuelle Diskriminierung an bundesfinanzierten Bildungseinrichtungen verbot. Jene Einrichtungen wurden verpflichtet, Chancengleichheit auf allen Ebenen herzustellen, auch was Sportangebote und Stipendien betraf. Bevor die Gesetzesnovelle wirksam werden konnte, wurde sie durch den Widerstand der großen American-Football-Hochschulen zunächst bis zum Sommer 1975 in langwierigen Gerichtsstreits blockiert. Die Handhabe des Gesetzes war gering im Vergleich zu seiner Macht in der Vorstellung der amerikanischen Öffentlichkeit. Zunächst spielten die Macs jedoch eine Perfekte Saison und zogen zwischen dem 22. und dem 25. März 1973 problemlos ins Halbfinale am Queens College in New York ein. Gegen Southern Connecticut State erlebten sie starken Widerstand und lagen das gesamte Spiel über in Rückstand. Im Alleingang erkämpfte Theresa Shank (langjähriger College-Coach und Olympiabronze 1992) den Sieg in den letzten drei Minuten. Im Finale gelang der Sieg gegen die Gastgeberinnen des Queens College unter Cathy Rushs ehemaligem Coach Lucille Kyvallos.
Das Queens College nahm in der Saison 1973/74 Revanche und beendete an einem symbolträchtigen Aschermittwoch Immaculatas Serie von 35 Siegen in Folge. Verbliebene Fans, Kommilitonen und Nonnen bereiteten dem Team am selben Abend zu mitternächtlicher Stunde einen großen Empfang in der Villa Maria Hall, der Rotunde des Collegegebäudes, um seine Leistungen in der Stunde der Niederlage anzuerkennen. Die restlichen Spiele wurden gewonnen und das Team reiste mit drei Bussen voller Spielerinnen, Fans und Nonnen in einer 28-Stunden-Fahrt zur Kansas State University für das nationale Meisterschaftsturnier vom 20. bis zum 23. März 1974. Der schwerste Gegner wartete erneut im Halbfinale mit dem William Penn College aus Iowa, das mit drei Punkten Unterschied verlor. Im Finale trafen die Mighty Macs auf das Mississippi College und sicherten sich den dritten Titel in Folge.
Mit der zweiten Titelverteidigung war die Sicht auf Damenbasketball endgültig verändert und die Medien nahmen Notiz. Dabei wurde zuweilen die Diskrepanz von weiblichem Pioniertum und althergebrachtem Weiblichkeitsideal der Macs insbesondere angesichts von Rushs Attraktivität ausgebeutet. Die Macs zogen als Cinderella-Team aber auch viele Fans auf ihre Seite, weil ihr Spiel als unbefleckt von Kommerz betrachtet wurde. Vor der Saison 1974/75 ist jedenfalls noch nie ein Damenbasketballspiel im nationalen Fernsehen gesendet worden. Im Januar besiegten die Macs die University of Maryland 80—48. Die Spiele waren gewiss ansehnlich und schnell, weil in dieser Saison Jahre vor den Herren die 30-Sekunden-Shotclock eingeführt wurde. Einen Monat später waren die Macs zusammen mit dem Queens College das erste Damen-Team im Madison Square Garden in einem Doubleheader mit der Fairfield University und der University of Massachusetts.
Beim Meisterschaftsturnier der AIAW-Division I zwischen dem 19. und dem 22. März 1975 an der James Madison University in Harrisonburg (Virginia) besiegte Immaculata im Viertelfinale Wayland Baptist, unterlag im Finale mit 81—90 aber dem nächsten Team, dem ein Three-peat gelingen sollte, der von Lily Margaret Wade gecoachten Delta State University aus Cleveland (Mississippi). 1976 lautete die Finalpaarung ebenfalls Macs gegen Delta und erneut unterlag Immaculata 64—69 der Stipendiaten-Schule. 1977 war für die Macs im Final Four gegen die Lady Tigers der Louisiana State University Schluss. Immaculata belegte den vierten Platz. Title IX begann, sich bemerkbar zu machen. Die großen Hochschulen konnten ihren Spielerinnen im Gegensatz zum Immaculata College Stipendien bieten und Coaches bezahlen, so dass mit der Ausschüttung der Bundesmittel die meisten weiblichen Coaches in der Folge die Kontrolle über ihre Teams und Athletikabteilungen verloren und durch Männer ersetzt wurden. Das Spielniveau stieg jedoch auf lange Sicht und Anomalien wie Immaculata und Queens schwanden aus dem Bewusstsein.
Cathy Rush setzte sich 1977 als Coach mit einer Bilanz von 149—15 Siegen und einer Quote von 90,9 % zur Ruhe. Sie wurde im Jahr 2000 in die Women’s Basketball Hall of Fame aufgenommen und 2008 als Coach in die Naismith Memorial Basketball Hall of Fame. 2014 folgte die Aufnahme der Meisterschaftsteams von 1972-1973-1974.
Rushs Erbe ist groß, denn zahlreiche ihrer Spielerinnen wurden selbst erfolgreiche Basketball-Coaches. Theresa Shank Grentz wurde als Spielerin 2023 in die Naismith Memorial Basketball Hall of Fame aufgenommen und Marianne Crawford Stanley als Coach.